# バリスタ (電子部品)

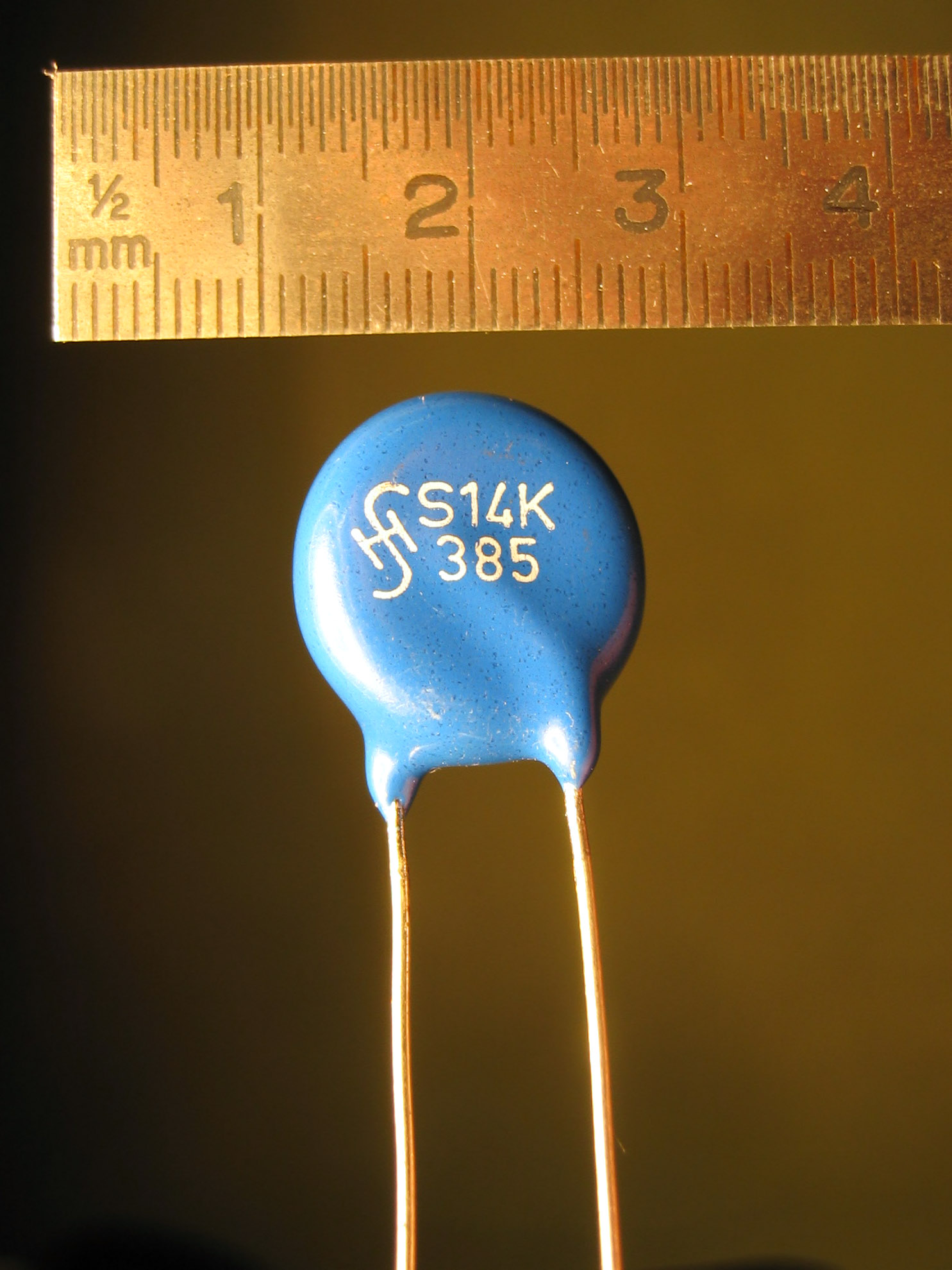
酸化金属バリスタ, 385 V

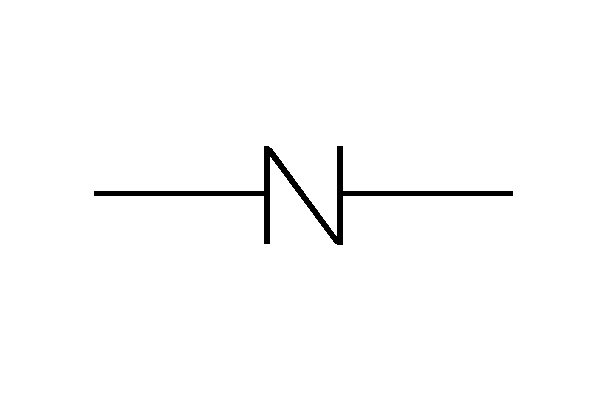
バリスタの回路図記号

酸化亜鉛（ZnO）および炭化ケイ素（SiC）デバイスのバリスタ電圧(U/V)と電流（I/A）

バリスタ (varistor) は、2つの電極をもつ電子部品で、両端子間の電圧が低い場合には電気抵抗が高いが、ある程度以上に電圧が高くなると急激に電気抵抗が低くなる性質を持つ。
主要な電子機器・電子部品を落雷や短絡、モーターやリレーなどのオンオフで生じる高電圧ノイズ（サージ電圧）から保護するためのバイパスとして用いられる。
名称はvariable resistorから作られた造語であり、非直線性抵抗素子の意味である。ただし直訳の「可変抵抗」では別の電子部品を表してしまうため、英語での別称はvoltage-dependent resistor (VDR、電圧依存性抵抗器)が用いられる。
バリスタの両端子間の電圧Vと流れる電流Iの関係を{\displaystyle I\propto V^{\alpha }\ }で近似した場合、通常の抵抗体（オーム抵抗）ならばα=1であるが、バリスタではα>1となる。このαを非直線性係数と呼ぶ。

## バリスタの定格値

### バリスタ電圧
バリスタ電圧は、バリスタの動作する電圧の目安となる数値である。
ある基準電流が流れるときバリスタの両端子間に発生する電圧で定義する。
一般には基準電流を1mAとし、記号V1mAで表す。

### サージ耐量、エネルギー耐量
バリスタが耐えることのできるサージの大きさを表す数値である。
バリスタに対して決まった波形のパルス電圧を印加したとき、バリスタが破壊しない限界のピーク電流をサージ耐量と呼ぶ。また、その時のパルスの持つエネルギーの大きさをエネルギー耐量と呼ぶ。

### 寿命に対する注意
バリスタ電圧、サージ耐量、エネルギー耐量、および、機器や回路を保護するために想定するサージ波形から、寿命を適切に確保することのできる定格のものを選定する必要がある。これらの定格を超える場合、破損し飛散する場合がある。

## 構造
バリスタは非直線性抵抗特性を持つ半導体セラミックスを2枚の電極ではさんだ構造を持つ。
セラミックコンデンサに類似した構造であり、セラミックコンデンサの誘電体セラミックスを半導体セラミックスで置き換えたものと言ってよい。
形態もセラミックコンデンサと同様にディスク型および積層チップ型がある。

## 素材

### 酸化亜鉛
酸化亜鉛に数種類の添加物を加えたセラミックスは、非直線性係数およびエネルギー耐量が大きいことから、バリスタの素材として最も一般的に用いられる。
添加物としてはビスマスまたはプラセオジムが非直線性抵抗特性を発生させるために不可欠である。さらに特性を向上させるためにコバルト、マンガン、クロム、アンチモン等が添加される。

### チタン酸ストロンチウム
チタン酸ストロンチウムは誘電率が高いため、コンデンサ兼用バリスタとして用いられる。

### 炭化珪素
炭化珪素はバリスタ素材として最も初期に実用化された素材である。現在では絶縁破壊電圧が高い性質を利用して高電圧用バリスタとしてのみ用いられる。

## 原理
非直線性抵抗特性の発生原理はいまだ完全には解明されていないが、多結晶体の結晶粒界に形成されるダブルショットキー障壁によるものと推定されている。

## 用途
バリスタは高電圧に弱い集積回路等の部品を突発的な高電圧（サージ）から保護するためのバイパスとして用いられる。
代表的な用途として次のようなものがある。

### 静電気放電(ESD)からの保護
現在のデジタル集積回路はプロセスルールの微細化により耐電圧が低下し、静電気放電による破壊を起こしやすくなっている。
特に携帯電話や携帯音楽プレーヤーなど小型の機器やUSBなどの外部インタフェース端子を持つ機器では筐体による静電気シールドが困難であるため、保護用の部品を用いることが一般的である。
従来、そのような用途にはツェナーダイオードが多く用いられていたが、小型で低価格の積層チップバリスタ（2006年現在で0603タイプ：0.6mm×0.3mmのものまで実用化されている）が開発されたことにより、ESD保護部品としてもバリスタが用いられるようになった。

### 整流子の火花抑制
整流子モーターでは回転時の整流子の断続によって誘導される高電圧によって火花が発生し、ブラシの消耗やノイズ発生の原因となる。
これを防止するためにバリスタが用いられる。モーターに組み込むために専用のリング型のバリスタが製造されている。

### 開閉器の接点保護
直流モーターやソレノイドなどといった直流の誘導性負荷は、電源を切った際に自己誘導作用による高圧の逆起電圧を生じる。これをバリスタによってバイパスさせることにより吸収し、モーターのブラシを摩耗から保護したり、負荷を制御している電磁開閉器やリレーなどの接点を保護することができる。